# 滨河蒙特马约尔
滨河蒙特马约尔（西班牙語：Montemayor del Río）是西班牙卡斯蒂利亚-莱昂萨拉曼卡省的一个市镇。 总面积15平方公里，总人口360人（2001年），人口密度24人/平方公里。